# Sbelsurd-Gletscher
Der Sbelsurd-Gletscher (bulgarisch ледник Збелсурд lednik Sbelsurd) ist ein 2,25 km langer und 1,6 km breiter Gletscher auf Liège Island im Palmer-Archipel vor der Westküste der Antarktischen Halbinsel. Er fließt südwestlich des Sigmen- und nordnordöstlich des Plejstor-Gletschers auf der Westseite der Brugmann Mountains von den nordwestlichen Hängen des Pavlov Peak und den Nordhängen des Mishev Peak in nordwestlicher Richtung zur Bolbabria Cove.
Britische Wissenschaftler kartierten ihn 1978. Die bulgarische Kommission für Antarktische Geographische Namen benannte ihn 2013 nach der thrakischen Gottheit Sbelsurd.